# Église Santi Cosma e Damiano a Porta Nolana
L'église Santi Cosma e Damiano a Porta Nolana (Saints-Côme-et-Damien-de-la-Porte-de-Nole)) est une église du XIXe siècle située à Naples, piazza Nolana, le long du corso Garibaldi.

## Histoire et description

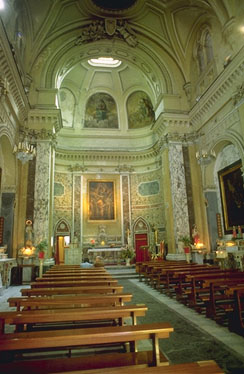
Intérieur de l'église.

Une première église est érigée en 1611 du côté opposé. Elle est consacrée à saints Côme et Damien, patrons des médecins. Elle est fondée par le collège des médecins napolitains sur le côté droit de la porta Nolana. Elle est abattue au milieu du XIXe siècle pour élargir la rue.
L'église actuelle, construite selon les plans de Luigi Giura (it), date de 1852. Elle se trouve en face de la porta Nolana et devient siège paroissial. Aujourd'hui, l'église est confiée par l'archidiocèse à la communauté catholique polonaise de Naples.
La façade est un mélange de style néo-roman et de style néo-renaissance.
L'intérieur conserve diverses œuvres d'art: cinq toiles baroques, dont l'une provient de l'ancienne église et les quatre autres ont été concédées par le musée royal de Naples, parmi lesquelles se détachent une copie du Corrège et une autre de Rubens.
On remarque les autels de marbre, ainsi que les ornements et sculptures de bois de style rococo.
L'église Santi Cosma e Damiano ai Banchi Nuovi est une autre église de Naples dédiée aux saints Côme et Damien.